# Jean-Jacques Hervé
Jean-Jacques Hervé, né le 23 octobre 1949 à La Membrolle-sur-Choisille (Indre-et-Loire) est un ingénieur et haut fonctionnaire français. Ingénieur général du génie rural des eaux et des forêts (IGREF devenu IPEF) il est diplômé de l'INAPG et de l'ENGREF. Il est président honoraire de l'Académie d'agriculture de France.

## Biographie

### Jeunesse et formation
Jean-Jacques Hervé est issu d'un milieu très modeste. Excellent élève, il choisit des études scientifiques en biologie. Elève boursier, il finance ses études en travaillant comme ouvrier pendant les congés. Reçu au concours de l'INAPG en 1970 (aujourd'hui AgroParisTech), il rejoint l'ENGREF et intègre le corps des ingénieurs du GREF en 1974. A la fin de sa formation, il participe à un programme de l'Office franco-québécois pour la jeunesse et effectue une mission de conseiller de séjour à Québec (Canada) en tant que chroniqueur radio.

### Ingénieur du  génie rural, des eaux et des forêts
Après ses études Jean-Jacques Hervé travaille au CEMAGREF (devenu IRSTEA puis INRAE après sa fusion avec l'INRA) ou Il se spécialise en hydraulique des sols. Il intègre ensuite l'administration centrale du ministère de l'Agriculture. Il participe notamment au programme de la relance agronomique,.

### Chef d'établissement de l'enseignement supérieur agronomique
Jean-Jacques Hervé devient directeur adjoint de l'Agro Paris (INAPG) en 1990. En 1993, il est nommé directeur de l'ENESAD (devenu Institut Agro Dijon) chargé de la fusion de quatre établissements à Dijon (l'ENITA, l'ENSSAA, l'INPSA et l'INRAPL). Annoncé par Henri Nallet en 1989, le nouvel établissement est inauguré par Jean Puech ministre de l'agriculture le 1er juillet 1993.

### Conseiller agricole en Russie puis en Ukraine
En détachement au ministère des Affaires étrangères, Jean-Jacques Hervé est nommé conseiller agricole à l'ambassade de France à Moscou en 1997.
À la suite de la révolution orange de 2004, il est dépêché en Ukraine par la communauté économique européenne comme conseiller agricole auprès du gouvernement ukrainien. À l'issue de cette mission de 6 ans, il reste à Kiev ou il développe les activités de banque d'investissement du Crédit agricole Ukraine jusqu'en 2016. Depuis 2017, il est conseiller du commerce extérieur de la France (CCE),.

### Implication académique en France, en Russie et en Ukraine
Jean-Jacques Hervé est membre de l'académie d'agriculture de France, de l'Académie des sciences agraires de Moscou et de l'Académie d'agriculture de Kiev. Il est docteur honoris causa de l'université des sciences du vivant et de l'environnement de Kiev. En 2022, Jean-Jacques Hervé est élu président de l'Académie d'agriculture de France.

## Distinctions
- Chevalier de la Légion d'honneur[15]
- Chevalier de l'ordre national du Mérite[16]
- Officier du Mérite agricole[17]
- Chevalier de l'ordre des Palmes académiques
- Titulaire de la médaille agricole d'Ukraine

## Publications

### Livres
- Jean-Jacques Hervé, L'agriculture Russe du Kolkhoze à l'hypermarché, Paris, L'Harmattan, mars 2007 (ISBN 978-2-296-02840-1)[18]
- Jean-Jacques Hervé, Bases d'établissement des protocoles expérimentaux pour les essais technologiques et agronomiques de drainage, Paris, ONIC, 1982 (OCLC 923436626)

### Tribunes
- Jean-Jacques Hervé, « Il faut engager une ambitieuse stratégie agricole entre l’Ukraine et l’Europe qui ferait de cette association la première puissance agricole mondiale », Le Monde,‎ 6 octobre 2023 (lire en ligne)

- Jean-Jacques Hervé, « Il est urgent d’ouvrir des sillons ferroviaires à travers l’Europe pour exporter le blé ukrainien », Le Monde,‎ 11 juin 2022 (lire en ligne)
- Jean-Jacques Hervé, « La réforme foncière agricole de la Fédération de Russie », Économie rurale, no 280,‎ 2004, pp. 96-105 (lire en ligne [PDF])

## Dans les médias
Interview de Jean-Jacques Hervé dans l'émission Cultures Monde, sur France Culture, le 20 juin 2022
- Journaliste : Mélanie Chalandon, « Ukraine : Le blé de toutes les convoitises » [audio] (Emission radio), sur Radio France, 20 juin 2022

Interview de Jean-Jacques Hervé et Jean-Marie Séronie dans L'Humanité, le 12 avril 2022
- Journaliste : Gérard Le Puill, « Céréales : des propositions pour arrêter la spéculation » (Article de presse), sur L'Humanité, 12 avril 2022

Interventions de Jean-Jacques Hervé dans Le Doc du dimanche sur France 5, le 4 octobre 2020
- Réalisé par : Elise Joseph, « Le poulet bat-il de l'aile ? » [vidéo] (Film Enquête), sur France TV, 4 octobre 2020